# فم العنصر
فم العنصر هي قرية تنتمي، لإقليم بني ملال. تضم هذه القرية 13.795 نسمة (إحصاء 2004).